# آرتور مک‌کاشین
آرتور مک‌کاشین (انگلیسی: Arthur McCashin؛ ۵ مه ۱۹۰۹ – ۲۴ سپتامبر ۱۹۸۸ (aged 79)) ورزشکار اهل ایالات متحده آمریکا بود.
وی در مسابقات کشوری و بین‌المللی در مجموع برندهٔ ۱ مدال برنز شده‌است.